# 新港中心

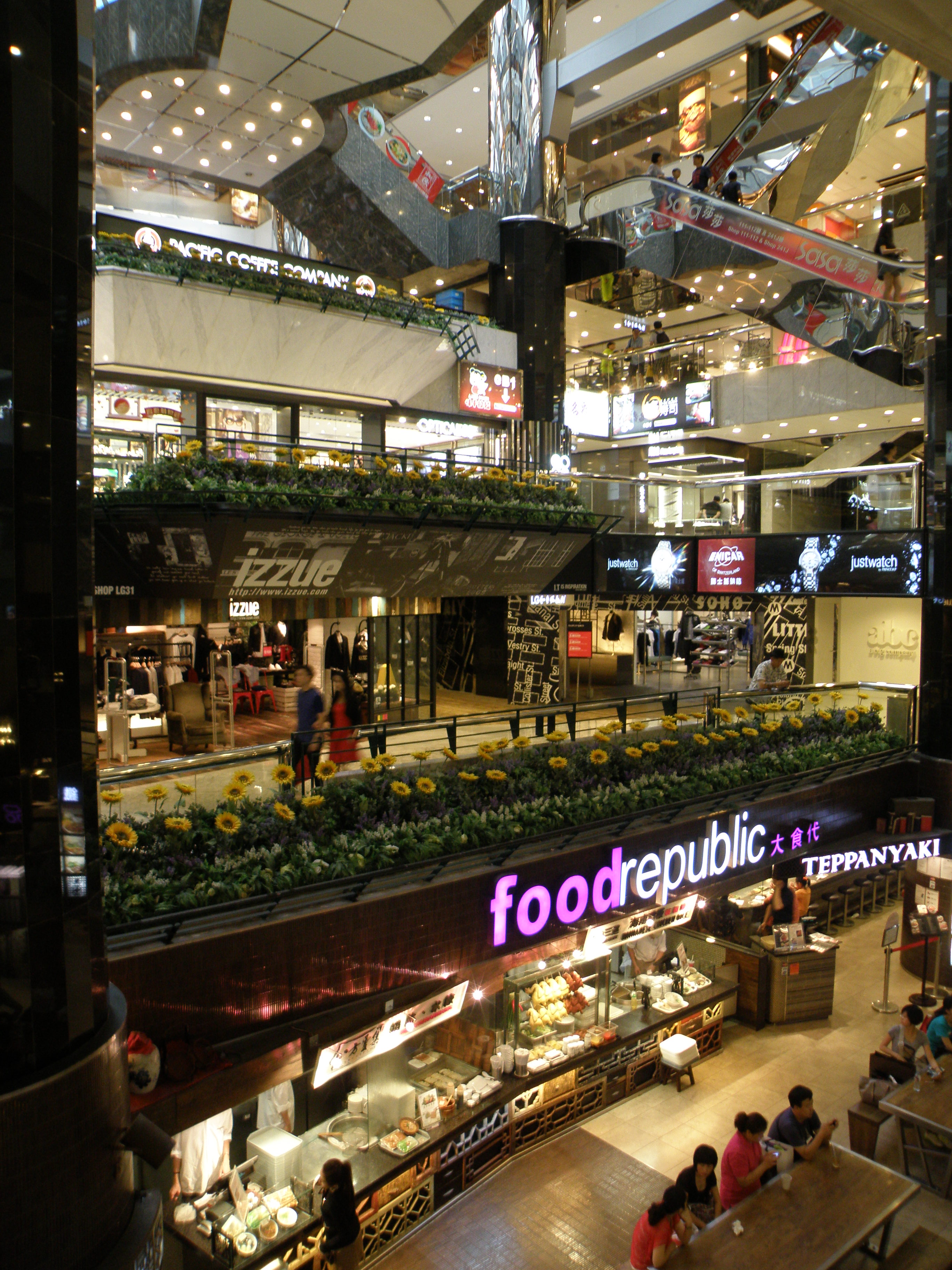
新港中心商場（2014年）

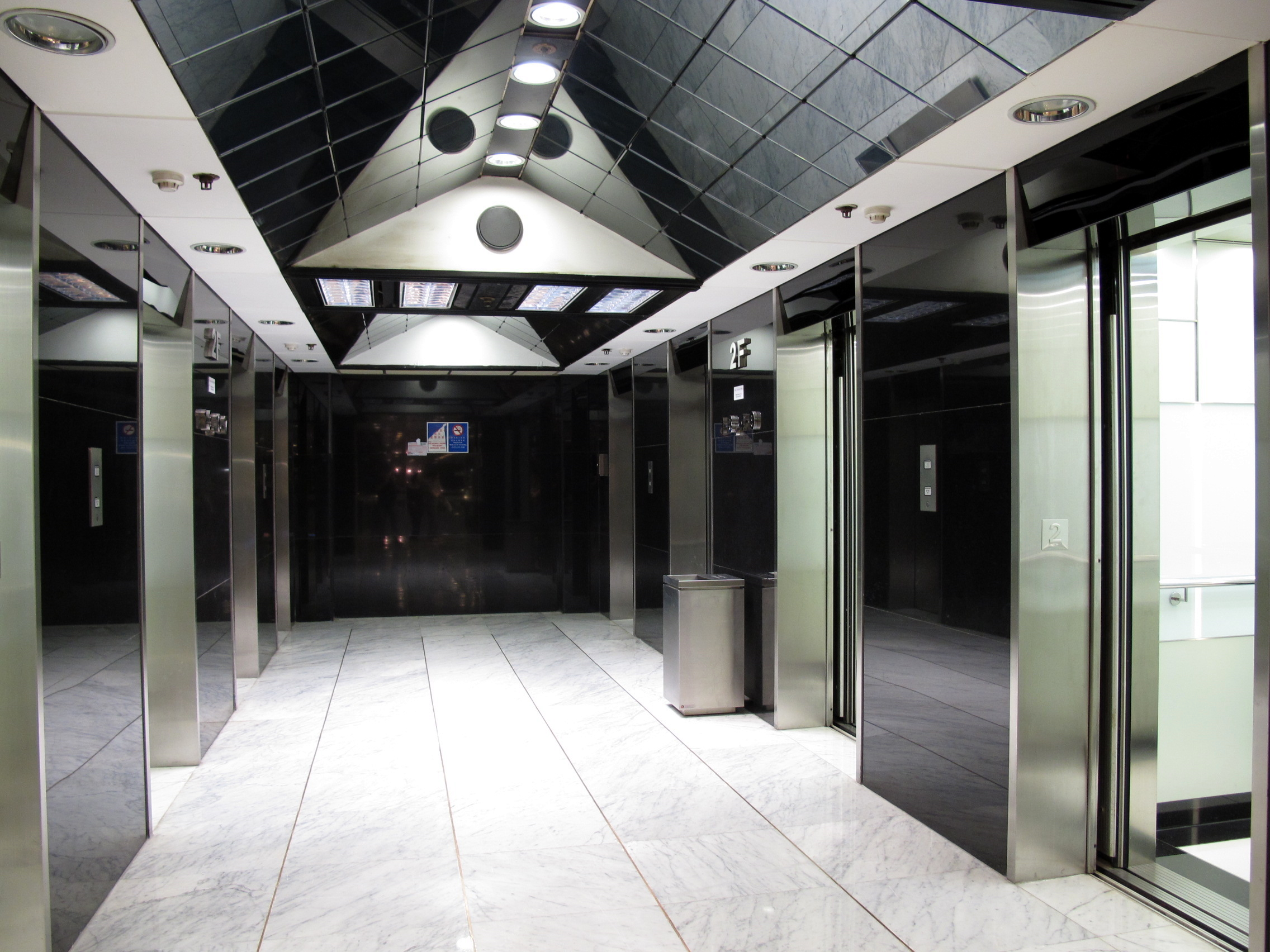
新港中心寫字樓大堂

新港中心（英語：Silvercord）是香港一個商場連寫字樓的物業，位於九龍尖沙咀廣東道30號，佔地25萬平方尺。基座為新港中心商場，樓高4層，連地庫的兩層，共有6層。新港中心由長江實業、新世界發展、香港置地及中藝合作發展興建，於1983年落成。其後長實將寫字樓拆散出售，置地將商場樓面售予華人置業。2014年華人置業向大股東劉鑾雄出售新港中心部分商舖以及地庫車位；另外華潤創業亦持有新港中心部分商舖以及地庫車位。

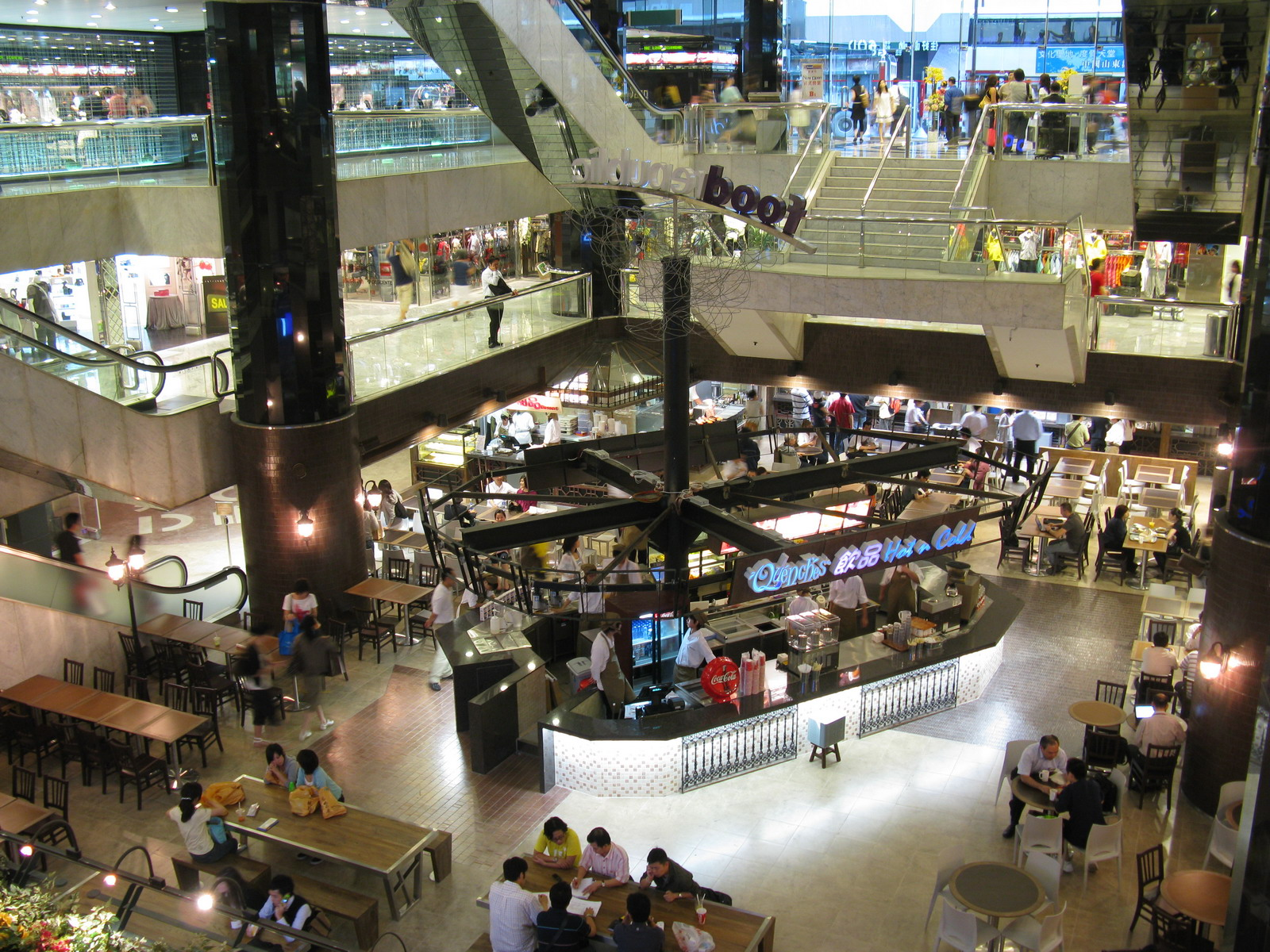
新港中心商場，地庫美食廣場已於2008年中改由大食代經營

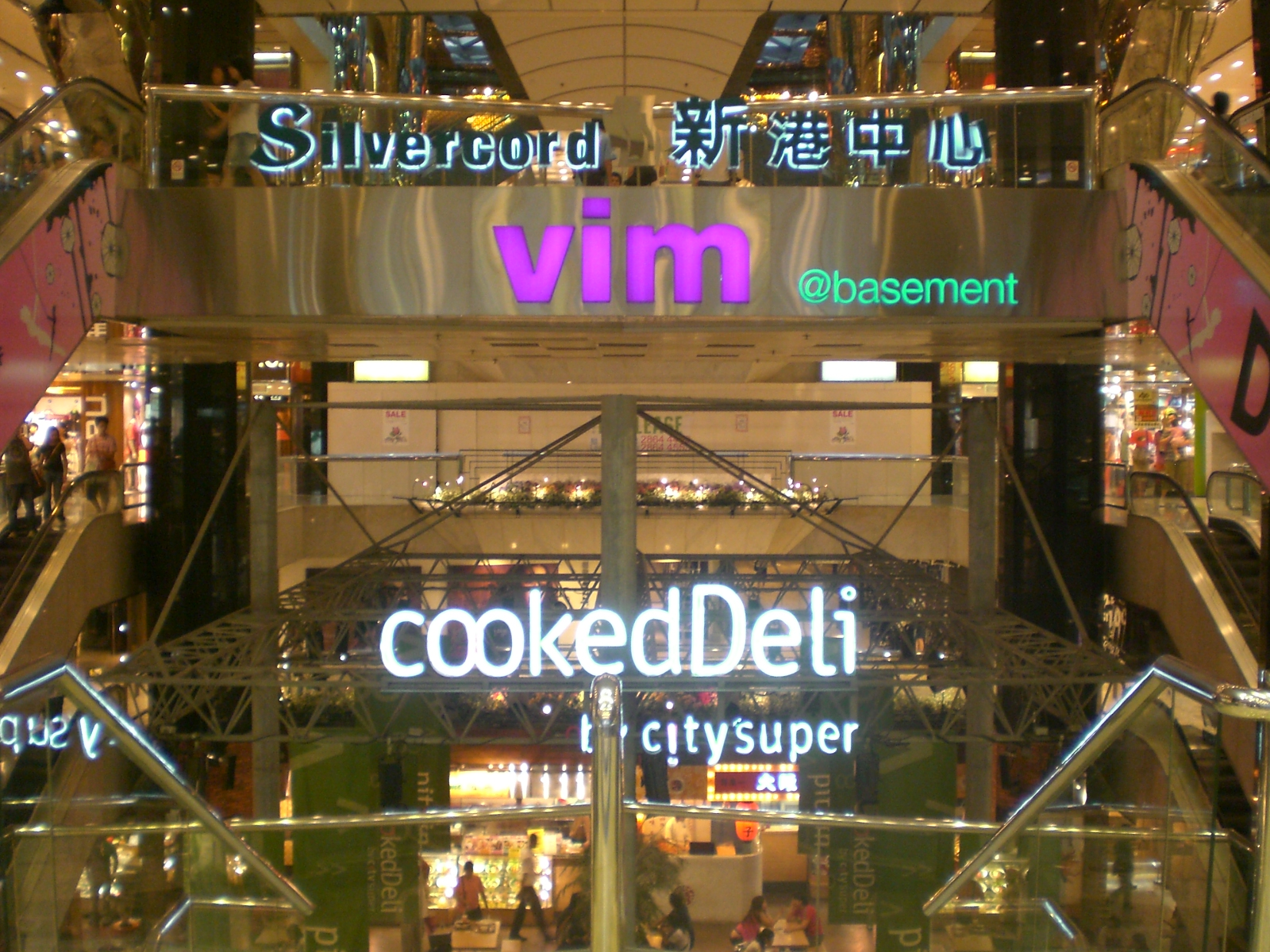
新港中心商場（2007年）及地庫的cooked Deli美食廣場

## 歷史
新港中心由長實、香港置地及中藝等合作發展發展，新昌營造廠承建。物業建成後，中藝取得地下、一及二樓部分商場，合共90,000多平方呎樓面，置地則取得餘下商場部分，共250,000平方呎樓面，寫字樓則由長實持有。其後長實將寫字樓拆散出售，置地將商場樓面售予華人置業，而中藝一直將商場舖位則保留作自用。而當年商場中庭設有多層水池和瀑布，不過到1990年代已經清拆。
1984年，首間海外親子室內遊樂場namco於商場地庫全層開設全香港首間分店（也曾是全香港面積最大的分店），後來於2001年6月結業，大部分樓面於2001年11月被美食廣場Cooked Deli取代。
1993年7月，新港戲院開幕，設2間影院，1院位於下層，座位有161個，而2院位於上層座位則有414個。到2003年1月1日，新港戲院脫離安樂院線，並重新裝修，以白色為主調。2006年，華置決定收回戲院位置作商場使用，新港戲院則不獲續約，在2006年10月8日結業，原址分拆為多間商店，月租料勁升12倍。
1995年，中藝結束營業後，將其中60,000多平方呎樓面，租予運動用品店Royal Sporting House。該運動用品店有意將商場包裝成一個以體育為主題的購物商場，但三年後經營失敗而遷走。商場最終在1999年得到「舖王」鄧成波垂青，以200萬元承租60,000多平方呎商場並分散租出。
2001年起，原本位於尖沙咀太陽廣場的I.T Sale Shop，遷往至新港中心後，多個街頭時尚品牌陸續進駐，包括Converse、extravangaza、Birkenstock、R.I.C.、The Overlander以及I.T 旗下的Double Park、izzue.com及5cm等。新港中心成為潮流人的蒲點。
2008年自由行引致消費漸旺，業主將商場地下及1樓，佔地約2萬平方呎，前身為Hard Rock Cafe的舖位，以約700萬元租予H&M。其後續約租金一度曾加至逾1,000萬元。
2011年，國際品牌Burberry以550萬元租用新港中心3層舖，面積共約10,140方呎，呎租為647元，租約至2017年2月。到2016年以月租約450萬元，呎租444元續租。同年法國皮具品牌Longchamp，以750萬租用3層作複式舖，面積約8,000平方呎，呎租高見937元。公司並向劉鑾雄出售商舖及地庫車位，及銷售貸款共89.1億元，代價上限為105.1億元
2014年9月2日，華人置業向持有公司74.99%股份的大股東劉鑾雄出售尖沙咀新港中心地庫之商舖、食肆及咖啡廳；地下低層之商舖；地下之商舖（第38號舖除外）；1樓之商舖（第39號舖除外）；2樓之商舖（第41號舖除外）及3樓全層，以及地庫車位，及銷售貸款共89.1億港元，代價上限105.1億港元，另外，華置又會出售新港中心地庫幾個車位以及中華財務全部股本，代價上限各為1000萬元。
2016年10月12日，大廈2座11樓9至10室，約2,893方呎，以交吉形式易手，成交價約4,800萬元，呎價約16,591元，呎價創新高。
2017年1月，Levi's以30萬港元承租低層地下原羽絨城鋪位，面積約4,047方呎，呎租74元。而7-Eleven便利店以19.55萬元承租原周大福鋪位，呎租225元。此外，唐官小聚以50萬元承租，呎租47元承租3樓原和民鋪位，面積約10,724方呎。同年5月，周大福以月租280萬元續租新港中心的地下G6號舖，面積約4,683方呎，較舊租平170萬元。
2022年5月，H&M決定放棄租用逾10年的舖位，涉及地下G4及G5號、1樓104至106號、2樓207至209號舖，總面積共約10140平方呎，原計劃在5月底結業。其後，H&M以短租再續租一年。

而商場多個樓層舖位亦空置中。
2022年6月，周生生決定放棄租用逾17年的地下G38F號舖連1樓舖位，該舖位由華潤集團持有，地舖面積約5,300平方呎，一樓面積約2,500平方呎。
2024年2月，愛訊集團以700萬港元的月租租用新港中心地下至2樓合共8萬平方呎樓面。2024年4月，Anima Tokyo在新港中心開業。2樓的樓面則開設佔地3.3萬平方呎的日式餐飲廣場日本美食橫町。同年11月，Anima Tokyo和日本美食橫町結業。

## 現時租戶

### 地庫
商場地庫設美食廣場大食代及「新宿駅新港機城」遊戲機中心。原有的住好啲結業後改為I.T及I.T旗下的CHOCOOLATE。

### 低層地下
主要租戶以I.T及旗下品牌為主，包括FRED PERRY、DOUBLE-PARK、izzue及5cm等。其餘租戶包括Levi's、ISA、CK Underwear、Levi’s、Rococo、A Big Company、StayReal、STAGE & MANHATTAN PORTAGE等。

### 地下
地下以名店為主，主要租戶包括LONGCHAMP、7-Eleven、六福珠寶、Clarks及H&M等。到2022年6月周生生撤出後，原本逾7,000呎複式巨舖交吉兩個月後，獲內地體育服裝品牌李寧作香港旗艦店，市傳每月租金約200萬元，於同年12月開業。

### 1樓
1樓設國際名牌LONGCHAMP、Burberry及GUESS。其他主要租戶包括SASA莎莎、Colourmix、The Body Shop、Calvin Klein Jeans、HANNAH、Jipi Japa、Millie’s、French Connection、亮視點以及I.T旗下品牌CAMPER等。

### 2樓
2樓以女性時裝為主，主要租戶包括日本品牌PEACH JOHN THE STORE、TITICACA、AMENPAPA、Off The Wall、Dr.Ci:Labo、AnthonG、Dizzy。食肆為「老富昌法國餐廳」及由美心食品經營的「燒肉Like」。

### 3樓
3樓為食肆層，包括鼎泰豐、名爵宴會廳、CoCo壱番屋、Outback、唐宮小聚、北海道牧場餐廳。其餘部份為I.T OUTLET。

## 鄰近
- 海防道
- 廣東道
- 馬可孛羅太子酒店
- 香港港威酒店
- 海港城
- 九龍公園
- 尖沙咀福德古廟
- 海防道臨時街市及熟食市場
- 北京道一號

## 外部連結
- 新港中心官方網址 （页面存档备份，存于）
- 尖沙咀新港戲院地圖
- 有心人士拍得 位於新港中心的新港戲院關門結業之一刻 （页面存档备份，存于）